# Emmelina lochmaius
Emmelina lochmaius là một loài bướm đêm thuộc họ Pterophoridae. Nó được biết đến ở Gabon.